# Oficina Europea de Selecció de Personal
L'Oficina Europea de Selecció de Personal (OESP) és una institució de la Unió Europea (UE) encarregada de la contractació de funcionaris per a les diferents institucions i organismes de la Unió.
Aquesta Oficina, creada el 26 de juliol de 2002 i que entrà en funcionament l'1 de gener de 2003, s'encarrega d'organitzar els concursos generals per a la selecció de personal mitjançant la realització d'un seguit de proves que poden arribar a durar uns 12 mesos. Per poder accedir a aquestes proves és necessari acreditar una titulació universitària i dominar dues llengües oficials de la UE a més de la llengua materna.
L'OESP rep una mitjana d'entre 60.000 i 70.000 candidatures a l'any i contracta entre 1.500 i 2.000 treballadors.